# Јичин
Јичин (чеш. Jičín) град је у Чешкој Републици, у оквиру историјске покрајине Бохемије. Јичин је четврти по величини град управне јединице Краловехрадечки крај, у оквиру којег је седиште засебног округа Јичин.

## Географија
Јичин се налази у северном делу Чешке републике. Град је удаљен од 90 км североисточно од главног града Прага, а од првог већег града, Храдеца Краловског, 50 км северозападно.
Јичин се налази у области северне Бохемије. Град лежи котлини реке Цидлине на надморској висини од око 290 м. Око града се пружа Срењечешко побрђе.

## Историја
Подручје Јичина било је насељено још у доба праисторије. Насеље под данашњим називом први пут се у писаним документима спомиње 1293. године као словенско насеље, 1337. године насеље је добило градска права.
1919. године Јичин је постао део новоосноване Чехословачке. У време комунизма град је нагло индустријализован. После осамостаљења Чешке дошло је до опадања активности индустрије и до проблема са преструктурирањем привреде.

## Становништво
Јичин данас има око 16.000 становника и последњих година број становника у граду стагнира. Поред Чеха у граду живе и Словаци и Роми.

## Партнерски градови
- King's Lynn
- Wijk bij Duurstede
- Ербах
- Кенигзе

## Галерија
- Градска капија-торањ Валдицка
- Саборна Црква св. Јакова
- Јичинска синагога
- Валенштајнова алеја